# 石川滋
石川滋（1918年4月7日—2014年1月4日），日本经济学家。
1931年，毕业于東京商科大学（現一橋大学），1967年获得经济学博士，之后任教于一橋大学、青山学院大学，专攻开发经济学、中国经济研究。1998年，当选为日本学士院会员。2014年1月4日去世，享年95歳。

## 著作
- 石川滋(1990)「開発経済学の基本問題」岩波書店.
- 石川滋(2006)「国際開発政策研究」東洋經濟新報社.